# Sebastian Faulks
Sebastian Faulks, född 20 april 1953, är en brittisk författare. Romanen Charlotte Gray, som utspelas under andra världskriget, har filmatiserats med Cate Blanchett i titelrollen.

## Böcker översatta till svenska
- Fågelsång, 1999 (Birdsong)
- Charlotte Gray, 2000 (Charlotte Gray)
- På Green Dolphin Street, 2003 (On Green Dolphin Street)
- En människas spår, 2007 (Human traces)
- I djävulens tjänst (en James Bond-roman), 2008 (Devil May Care)